# (35666) 1998 RZ47
1998 RZ47 (asteroide 35666) é um asteroide da cintura principal. Possui uma excentricidade de 0.20317200 e uma inclinação de 7.32552º.
Este asteroide foi descoberto no dia 14 de setembro de 1998 por LINEAR em Socorro.